# Andrzej Trần Văn Trông
Św. Andrzej Trần Văn Trông (wiet. Anrê Trần Văn Trông) (ur. 1808 r. lub 1814 w Huế w Wietnamie – zm. 28 listopada 1835 r. w Hội An w Wietnamie) – męczennik, święty Kościoła katolickiego.
Andrzej Trần Văn Trông urodził się w katolickiej rodzinie. Od wieku 15 lat pracował, żeby utrzymać rodzinę. Gdy miał 20 lat wstąpił do wojska. Po ośmiu miesiącach służby w listopadzie 1834 r. został aresztowany z powodu wiary. Torturami próbowano zmusić go do podeptania krzyża. Został ścięty 28 listopada 1835 r.
Dzień wspomnienia: 24 listopada w grupie 117 męczenników wietnamskich.
Beatyfikowany 27 maja 1900 r. przez Leona XIII. Kanonizowany przez Jana Pawła II 19 czerwca 1988 r. w grupie 117 męczenników wietnamskich.